# 立川立飛體育館
立川立飛體育館是一座位於日本立川市的體育館。它為B聯賽東京電擊的主場。
2018年9月，東麗泛太平洋網球公開賽移師本館舉行，因為有明體育館正為了2020年夏季奧林匹克運動會的網球比賽進行翻新。